# Freddy Maertens
Freddy Maertens (* 13. Februar 1952 in Lombardsijde) ist ein ehemaliger belgischer Radrennfahrer. Er galt in den 1970er Jahren als der weltbeste Sprinter, der es in seiner langen Karriere von 1972 bis 1985 auf insgesamt 142 Profisiege brachte.
Maertens wurde als Amateur 13. im Straßenrennen der Olympischen Spielen 1972 und wurde in der folgenden Saison Profi beim Radsportteam Flandria
Mit dem Sieg bei der Vuelta a España 1972 und bei Paris–Nizza 1972 konnte er auch zwei wichtige Etappenrennen gewinnen, ansonsten war er einer der erfolgreichsten Etappenjäger bei Rundfahrten. Bei der Tour de France gewann er insgesamt 15 Etappen und holte 1976, 1978 und 1981 dreimal das Grüne Trikot des Punktbesten. Allein 1976 gewann er den Prolog und weitere sieben Etappen. Eine ähnlich erfolgreiche Tour de France fuhr er 1981, als er sechs Etappen gewinnen konnte. Maertens ist auch der Rekordsieger bei Vier Tage von Dünkirchen, er gewann dieses Etappenrennen 1973, 1975, 1976 und 1978.
Ebenfalls erfolgreich war Maertens bei den Klassikern. Gent–Wevelgem entschied er 1975 und 1976 für sich. 1975 gewann Maertens das Paris-Brüssel und wurde durch die dabei erreichte Durchschnittsgeschwindigkeit von 46,110 km/h zum neuen Träger des Gelben Bandes. Ein Sieg bei einem Monumente des Radsports gelang ihm nicht; allerdings belegte er jeweils den zweiten Rang bei der Flandern-Rundfahrt 1973 und 1977 sowie Paris–Roubaix 1976.
Bei den Straßenweltmeisterschaften wurde Maertens 1973 Vize-Weltmeister, 1976 und 1981 konnte er den Titel erringen.
Auf der Bahn gewann er 1977 das Sechstagerennen von Antwerpen.
Freddy Maertens wurde mehrfach des Dopings mit Pemolin überführt, so 1977 bei der Flèche Wallonne und der Flandern-Rundfahrt. Er wurde deshalb deklassiert bzw. disqualifiziert.
Nach dem Gewinn des Weltmeistertitels gelangen Maertens keine großen Erfolge mehr. Bis 1987 fuhr er noch für kleinere Teams, dann beendete er seine Radsportlaufbahn. 
Anschließend war Freddy Maertens als Vertreter tätig. Ab 2001 arbeitete er für das Nationaal Wielermuseum in Roeselare und zudem ab 2008 für das Centrum Ronde van Vlaanderen in Oudenaarde.
Im April 2017 musste sich Maertens einer Herzoperation unterziehen.

## Erfolge (Auswahl)
1973
- Vize-Weltmeister – Straßenrennen
- Scheldeprijs
- Gesamtwertung Vier Tage von Dünkirchen

1974
- Nokere Koerse
- Kampioenschap van Vlaanderen

1975
- Gent–Wevelgem
- Gesamtwertung Vier Tage von Dünkirchen
- Paris–Brüssel

1976
- Weltmeister – Straßenrennen
- Prolog, vier Etappen und drei Halbetappen Tour de France
- zwei Etappen Tour de Suisse
- Pfeil von Brabant
- Amstel Gold Race
- Gent–Wevelgem
- Rund um den Henninger-Turm
- Meisterschaft von Zürich
- Gesamtwertung Vier Tage von Dünkirchen
- zwei Etappen Tour de Suisse
- Kampioenschap van Vlaanderen
- Belgischer Meister – Straßenrennen

1977
- Gesamtwertung, Prolog, zehn Etappen und zwei Halbetappen Vuelta a España
- Prolog, drei Etappen und drei Halbetappen Giro d’Italia
- eine Etappe Tour de Suisse
- Trofeo Laigueglia
- Paris–Nizza
- Katalonien-Rundfahrt
- Omloop Het Volk

1978
- drei Etappen Tour de France
- eine Etappe Tour de Suisse
- E3-Preis Flandern
- Omloop Het Volk
- Gesamtwertung Vier Tage von Dünkirchen

1981
- Weltmeister – Straßenrennen
- fünf Etappen Tour de France

## Wichtige Platzierungen
| Grand Tour            | 1973 | 1974 | 1975 | 1976 | 1977 | 1978 | 1979 | 1980 | 1981 | 1982 |
| --------------------- | ---- | ---- | ---- | ---- | ---- | ---- | ---- | ---- | ---- | ---- |
| Vuelta a EspañaVuelta | –    | –    | –    | –    | 1    | –    | –    | –    | –    | –    |
| Giro d’ItaliaGiro     | –    | –    | –    | –    | DNF  |      | –    | –    | –    | –    |
| Tour de FranceTour    | –    | –    | 13   | 8    | –    | 13   | –    | –    | 66   | –    |

| Weltmeisterschaft   | 1973 | 1974 | 1975 | 1976 | 1977 | 1978 | 1979 | 1980 | 1981 | 1982 |
| ------------------- | ---- | ---- | ---- | ---- | ---- | ---- | ---- | ---- | ---- | ---- |
| StraßenrennenStraße | 2    | DNF  | 21   | 1    | DNF  | DNF  | –    | –    | 1    | DNF  |

| Monument                 | 1973 | 1974 | 1975 | 1976 | 1977 | 1978 | 1979 | 1980 | 1981 | 1982 |
| ------------------------ | ---- | ---- | ---- | ---- | ---- | ---- | ---- | ---- | ---- | ---- |
| Mailand–Sanremo          | 17   | 9    | 9    | –    | 5    | 26   | –    | 12   | 7    | –    |
| Flandern-Rundfahrt       | 2    | 12   | 8    | 5    | 2    | 8    | 6    | –    | –    | –    |
| Paris–Roubaix            | 5    | 7    | 6    | 3    | 4    | –    | –    | –    | –    | –    |
| Lüttich–Bastogne–Lüttich | –    | 9    | –    | 2    | 5    | 9    | –    | –    | –    | –    |
| Lombardei-Rundfahrt      | –    | –    | 5    | –    | 12   | –    | –    | –    | –    | –    |